# Flugplatz Alindao

i7
i11
i13
Der Flugplatz Alindao (französisch Aérodrome d’Alindao, ICAO-Code: FEFA) ist der Flugplatz von Alindao, einer Kleinstadt in der Präfektur Basse-Kotto im Süden der Zentralafrikanischen Republik.
Der Flugplatz liegt 2 km südwestlich der Stadt auf einer Höhe von 448 Metern unweit des Flusses Bangui Ketté. Seine Start- und Landebahn ist unbefestigt und verfügt nicht über eine Befeuerung. Der Flughafen kann nur tagsüber und nur nach Sichtflugregeln angeflogen werden und verfügt nicht über reguläre Passagierverbindungen.